# بوتغبالوت (إملشيل)
بوتغبالوت هو دُوَّار يقع بجماعة إملشيل، إقليم ميدلت، جهة درعة تافيلالت في المملكة المغربية. ينتمي الدوّار لمشيخة إملشيل التي تضم 8 دواوير. يقدر عدد سكانه بـ 465 نسمة حسب الإحصاء الرسمي للسكان والسكنى لسنة 2004.

## روابط خارجية
- البوابة الوطنية للجماعات الترابية نسخة محفوظة 12 مارس 2018 على موقع واي باك مشين.
- المندوبية السامية للتخطيط